# Anguelina Mélnikova
Anguelina Románovna Mélnikova (en ruso: Ангелина Романовна Мельникова; Vorónezh, 18 de julio de 2000) es una deportista rusa que compite en gimnasia artística.
Participó en dos Juegos Olímpicos de Verano, obteniendo en total cuatro medallas, plata en Río de Janeiro 2016, en la prueba por equipos (junto con Aliya Mustafina, Mariya Paseka, Daria Spiridonova y Seda Tutjalian), y tres en Tokio 2020, oro por equipos (con Liliya Ajaimova, Viktoriya Listunova y Vladislava Urazova) y bronce en el concurso individual y en suelo.
Ganó siete medallas en el Campeonato Mundial de Gimnasia Artística entre los años 2018 y 2021, y doce medallas en el Campeonato Europeo de Gimnasia Artística entre los años 2016 y 2021.
En los Juegos Europeos de Minsk 2019 obtuvo cuatro medallas, oro en el concurso individual y en la prueba de barras asimétricas y plata en salto de potro y barra.

## Palmarés internacional
| Juegos Olímpicos   | Juegos Olímpicos        | Juegos Olímpicos  | Juegos Olímpicos     |
| Año                | Lugar                   | Medalla           | Prueba               |
| ------------------ | ----------------------- | ----------------- | -------------------- |
| 2016               | Río de Janeiro (Brasil) | Medalla de plata  | Concurso por equipos |
| 2020               | Tokio (Japón)           | Medalla de oro    | Concurso por equipos |
| 2020               | Tokio (Japón)           | Medalla de bronce | Concurso individual  |
| 2020               | Tokio (Japón)           | Medalla de bronce | Suelo                |
| Campeonato Mundial |                         |                   |                      |
| Año                | Lugar                   | Medalla           | Prueba               |
| 2018               | Doha (Catar)            | Medalla de plata  | Concurso por equipos |
| 2019               | Stuttgart (Alemania)    | Medalla de plata  | Concurso por equipos |
| 2019               | Stuttgart (Alemania)    | Medalla de bronce | Concurso individual  |
| 2019               | Stuttgart (Alemania)    | Medalla de bronce | Suelo                |
| 2021               | Kitakyushu (Japón)      | Medalla de oro    | Concurso individual  |
| 2021               | Kitakyushu (Japón)      | Medalla de plata  | Suelo                |
| 2021               | Kitakyushu (Japón)      | Medalla de bronce | Salto de potro       |
| Juegos Europeos    |                         |                   |                      |
| Año                | Lugar                   | Medalla           | Prueba               |
| 2019               | Minsk (Bielorrusia)     | Medalla de oro    | Concurso individual  |
| 2019               | Minsk (Bielorrusia)     | Medalla de oro    | Barras asimétricas   |
| 2019               | Minsk (Bielorrusia)     | Medalla de plata  | Salto de potro       |
| 2019               | Minsk (Bielorrusia)     | Medalla de plata  | Barra                |
| Campeonato Europeo |                         |                   |                      |
| Año                | Lugar                   | Medalla           | Prueba               |
| 2016               | Berna (Suiza)           | Medalla de oro    | Concurso por equipos |
| 2017               | Cluj-Napoca (Rumania)   | Medalla de oro    | Suelo                |
| 2018               | Glasgow (Reino Unido)   | Medalla de oro    | Concurso por equipos |
| 2018               | Glasgow (Reino Unido)   | Medalla de plata  | Salto de potro       |
| 2018               | Glasgow (Reino Unido)   | Medalla de bronce | Barras asimétricas   |
| 2019               | Szczecin (Polonia)      | Medalla de plata  | Barras asimétricas   |
| 2019               | Szczecin (Polonia)      | Medalla de bronce | Concurso individual  |
| 2019               | Szczecin (Polonia)      | Medalla de bronce | Suelo                |
| 2021               | Basilea (Suiza)         | Medalla de oro    | Barras asimétricas   |
| 2021               | Basilea (Suiza)         | Medalla de plata  | Concurso individual  |
| 2021               | Basilea (Suiza)         | Medalla de plata  | Suelo                |
| 2021               | Basilea (Suiza)         | Medalla de bronce | Salto de potro       |